# Blitzschnecke

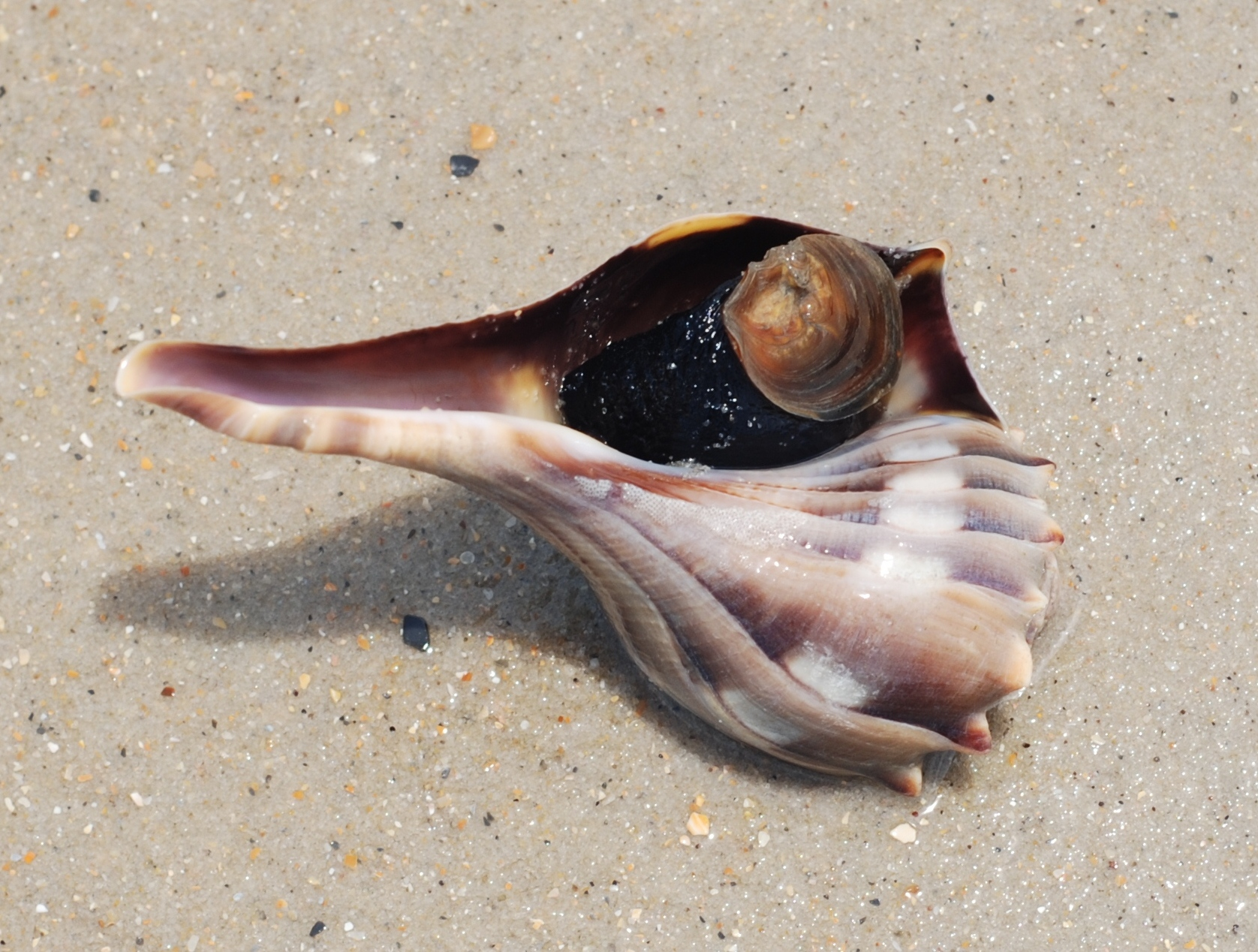
Dunkle Blitzschnecke

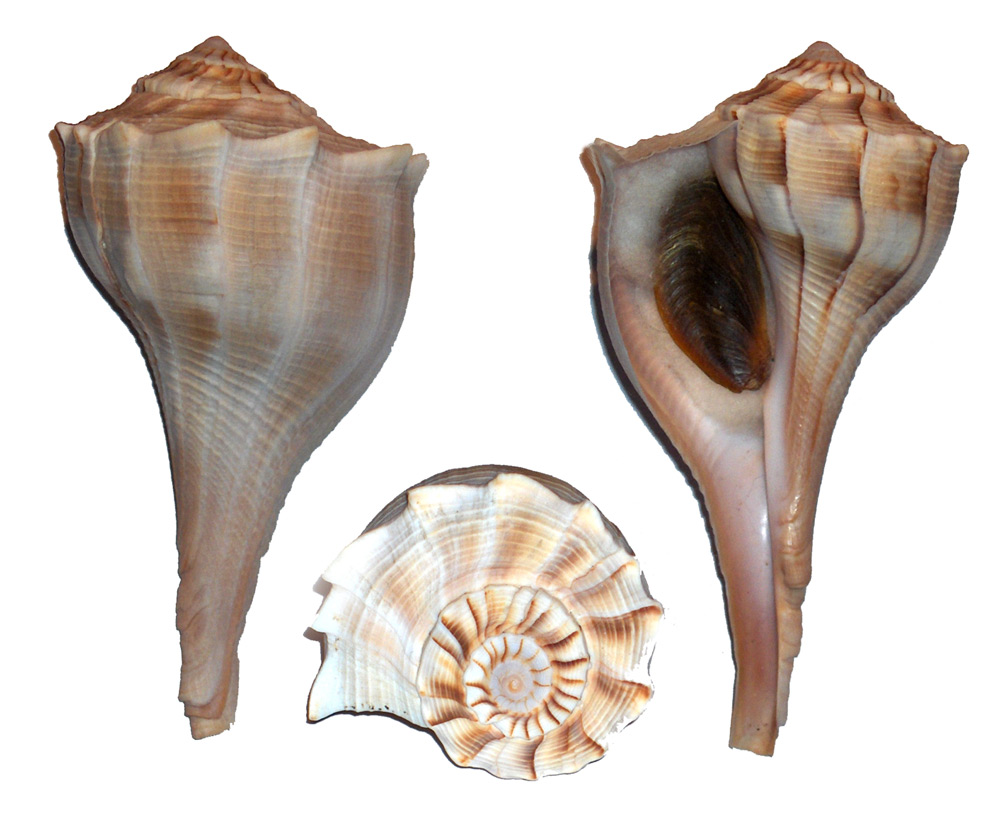
Gehäuse einer Blitzschnecke

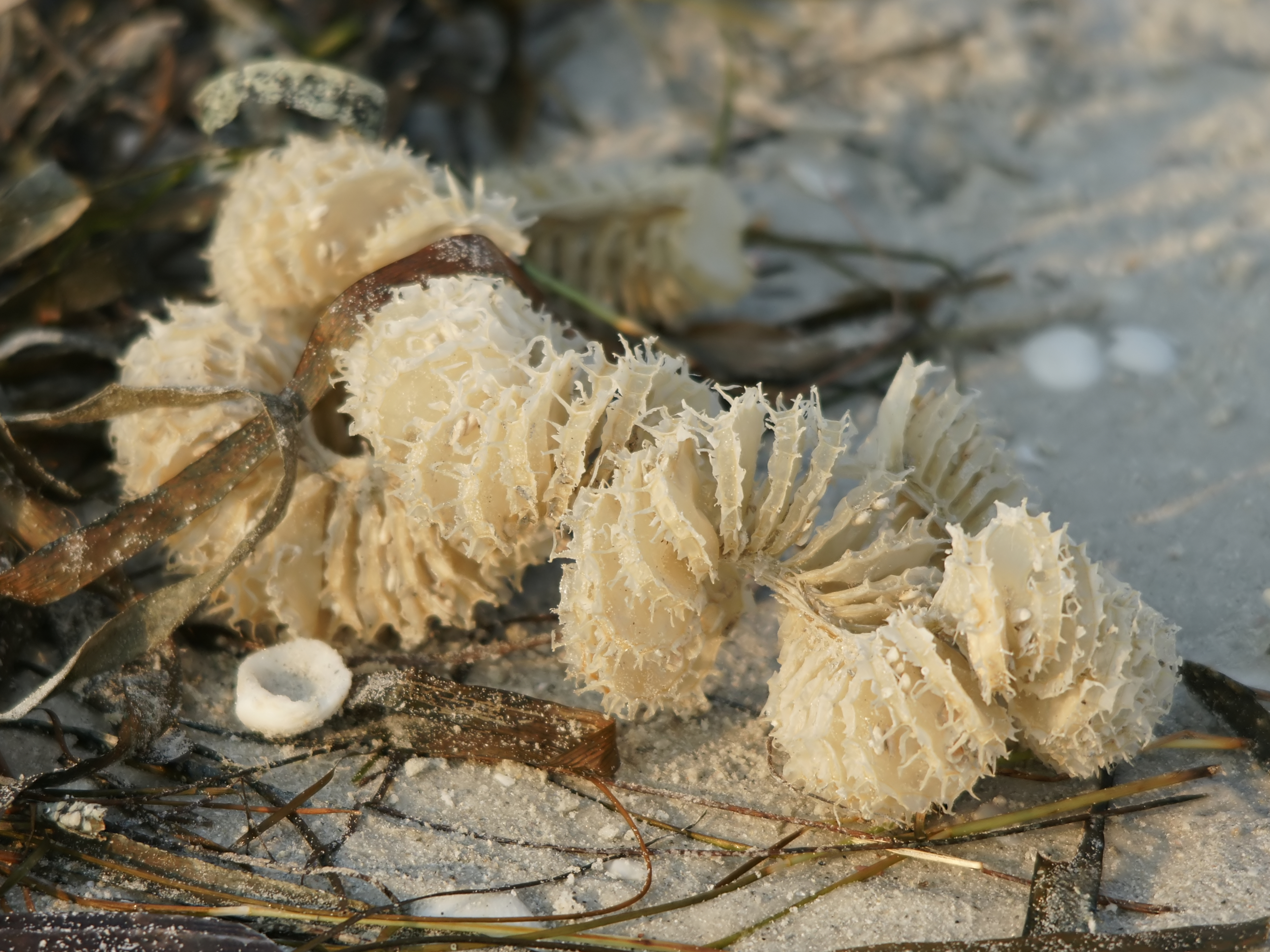
Eigelege einer Blitzschnecke

Die Blitzschnecke (Sinistrofulgur perversum, Syn.: Busycon perversum) ist eine sehr große Schneckenart mit linksgewundenem Gehäuse aus der Familie der Buccinidae, die im westlichen Atlantik an der Küste Nordamerikas lebt. Unter dem Artnamen Busycon perversum von Linné sind nach aktuellen Forschungsergebnissen alle rezenten linksgewundenen Schnecken der Gattung Busycon zusammenzufassen, so auch die bisher unter den Namen Busycon contrarium und Busycon sinistrum geführten.

## Merkmale
Das linksgewundene, sehr kräftige und dicke, birnenförmige Schneckenhaus der Blitzschnecke, das bei ausgewachsenen Schnecken etwa 6 bis 41 cm lang werden kann, hat ein niedriges Gewinde, einen langen und breiten, über die ganze Länge aufgeblasenen Körperumgang und eine lange, eiförmige Gehäusemündung, die in einen langen, offenen Siphonalkanal ausläuft. Die bis zu 8 kantigen Umgänge sind zum Apex hin an der Kante mit einer Reihe Knoten besetzt, die auf den letzten Umgängen zu schuppenförmigen Stacheln werden können und von denen mitunter in Richtung Kanal axiale Leisten verlaufen. Das dicke, hornige, dunkelbraune Operculum ist eiförmig. Die Oberfläche des Gehäuses ist beigefarben und mit axial verlaufenden violett-braunen Streifen gezeichnet. Junge Tiere haben noch leuchtend gefärbte Gehäuse, doch verblassen die Farben mit zunehmendem Alter, so dass das Gehäuse eine stumpfe gräulich weiße Färbung annimmt.
Die Schnecke selbst ist dunkelbraun bis schwarz, manchmal aber auch sehr hell. Der Sipho ragt bei der aktiven Schnecke kaum aus dem Kanal hervor. Der Fuß ist kleiner als bei der zur selben Unterfamilie gehörenden, dünnschaligeren Art Busycotypus spiratum, und die Blitzschnecke kriecht langsamer.
Die Blitzschnecke ähnelt stark der Schwesterart Busycon carica, von der sie sich insbesondere durch die Windungsrichtung des Gehäuses unterscheidet.

## Vorkommen
Die Blitzschnecke findet sich im westlichen Atlantik an der Küste Nordamerikas von New Jersey südwärts, an der Küste Floridas und im Golf von Mexiko.
Sie lebt in der Gezeitenzone, um Flussmündungen und auf Austernbänken.

## Lebenszyklus
Wie andere Neuschnecken ist die Blitzschnecke getrenntgeschlechtlich. In der Zeit vom Spätherbst bis zum frühen Winter begatten die Männchen die Weibchen mit ihrem Penis. Die Weibchen legen im frühen Frühling bis zu 86 cm lange Schnüre mit bis zu 3 cm großen diskusförmigen Eikapseln ab. Die Gelege werden im Sand verankert und lösen sich ab, wenn die Jungschnecken schlüpfen. Eine Eikapsel enthält etwa 20 bis 100 Eier, von denen sich etwa jedes fünfte bis zehnte zu einer Schnecke entwickelt, während die anderen als Nähreier dienen. Die Entwicklung des Veliger-Stadiums findet in der Eikapsel statt, so dass je nach Temperatur 3 bis 13 Monate nach Eiablage – an der Golfküste Floridas ab Mai – fertige Schnecken schlüpfen, die etwa 4 mm lange Gehäuse haben. Die Schnecke wächst eher langsam und erst ab einer Temperatur von 20 °C.

## Ernährung
Blitzschnecken sind Fleischfresser, die sich vor allem von Muscheln ernähren. Die Schnecke drückt die Schalenhälften der Muschel mit ihrem Fuß auf. Gelingt dies nicht, bricht sie ein Stück der Schale mit ihrem Gehäuserand auf. Sodann führt sie die Proboscis an das Fleisch der Beute, die mit Hilfe der Radula zerkleinert wird. In Alligator Harbor (Florida) wurde eine 30 cm lange Blitzschnecke beobachtet, die durch rhythmisches Ausüben von Druck mit ihrem Gehäuserand auf den Wirbel einer 6 cm langen Amerikanischen Auster und einen anschließenden kräftigen Stoß die Schale der Beute öffnete und sodann innerhalb von 2 Minuten einen Großteil des Fleisches verzehrte, während der Rest weggespült wurde.
Anders als dünnerschalige räuberische Schnecken wie Busycotypus spiratus frisst die Blitzschnecke vor allem Muscheln mit dicker Schale. Zu den Beutetieren gehören kräftige, dickschalige Muscheln wie Lucina floridana, Chione cancellata, Cardita floridana, Macrocallista nimbosa, Noetia ponderosa und Modiolus americanus. Die Blitzschnecke kann die Populationsdynamik ihrer Beutetiere erheblich beeinflussen. Eine große Blitzschnecke kann 3 ausgewachsene Austern an einem Tag bzw. 60 Austern in 3 Wochen fressen.

## Nutzung durch den Menschen und Gefährdung

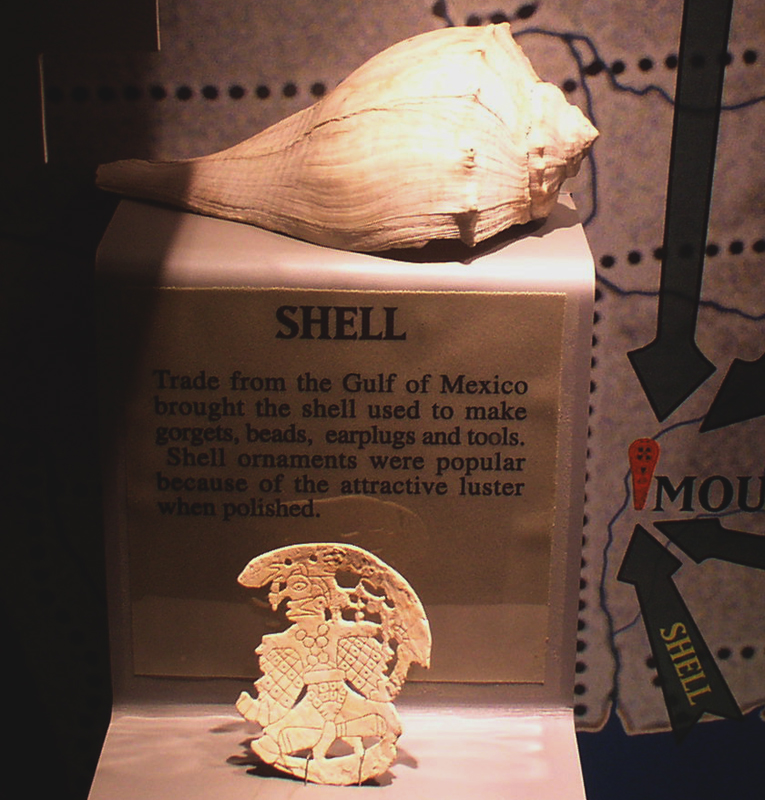
Schneckenhaus einer Blitzschnecke in Moundville (Alabama) und aus dem gleichen Material geformtes, filigranes Objekt

Bereits seit Jahrtausenden werden Blitzschnecken wegen ihres Fleisches und ihres Gehäuses gesammelt. Aus den Häusern wurden Werkzeuge wie Spachtel und Meißel hergestellt. Außerdem wurden die Schalen zu Schmuck verarbeitet. Das linksgewundene Gehäuse der Blitzschnecke hatte bei manchen Ethnien eine magische Bedeutung.
Als wichtiger Fressfeind von Austern ist die Blitzschnecke bei kommerziellen Muschelproduzenten unerwünscht. Bis heute ist die Schnecke aber wegen ihres Fleisches und großen Gehäuses ein beliebtes Sammlerobjekt. Durch Überfischung ist die durchschnittliche Gehäusegröße in den letzten Jahrzehnten zurückgegangen.

## Sonstiges
Nach dem Tod der Blitzschnecke wird das Gehäuse oft von Pantoffelschnecken (Crepidula) sowie von Einsiedlerkrebsen besiedelt.

## Systematik
Die Schneckenart wurde von Carl von Linné 1758 im Systema Naturae als Murex perversus, eine Schnecke mit offenstehendem und rückwärts gekrümmtem Gehäuse mit linksgewundenem, schwach gekröntem Gewinde beschrieben. Der Gattungsname Busycon wird erstmals 1798 von Peter Friedrich Röding im Katalog der Conchyliensammlung von Joachim Friedrich Bolten mit 6 Arten erwähnt, darunter 2. B. Perversum, die linksgewundene Feige. 1840 beschrieb Timothy Abbott Conrad eine fossile Schnecke mit „wenig entwickelten Stacheln“ aus dem Pliozän aus North Carolina als Busycon contrarium. Burnett Smith betrachtete 1939 die an der Ostküste der USA lebenden Blitzschnecken als bloße „Rasse von Busycon contrarium Conrad“. In Ablehnung dieser Annahme beschrieb S. C. Hollister 1958 drei verschiedene rezente Arten der nordamerikanischen Küste: Busycon sinistrum (verbreitet von Cape Hatteras bis Yucatán), Busycon aspinosum (um Sarasota, Florida) und Busycon pulleyi (von Louisiana bis zum nördlichen Mexiko). Eine weitere Artbeschreibung folgte für Busycon laeostomum Bretton W. Kent, 1983 (Verbreitung vom südlichen New Jersey bis zum nördlichen Virginia). Bereits 1959 vertrat jedoch T. E. Pulley die Ansicht, dass alle rezenten linksgewundenen Busycon zu einer Art gehörten. Dies wird durch molekulargenetische Untersuchungen aus den Jahren 1997 und 1998 bestätigt. Danach hat der auf Linné zurückgehende Name Vorrang, es handelt sich hiernach also um die Art Busycon perversum (Linnaeus, 1758) mit den Unterarten Busycon perversum perversum (Linnaeus, 1758) an der Küste von Yucatán, Busycon perversum sinistrum (Hollister, 1958) im Nordteil des Golfs von Mexiko und Busycon perversum laeostomum (Kent, 1983) an der Atlantikküste.
Früher wurden die Gattung Busycon und die verwandte Gattung Busycotypus zu den Melongenidae gezählt. Auf Grund anatomischer Untersuchungen des Verdauungssystems und einer kladistischen Analyse auf molekulargenetischer Grundlage durch Kosyan und Kantor (2004) werden diese beiden Gattungen nunmehr zur Familie der Hornschnecken (Buccinidae) gezählt.